# Ishigaki Ayako

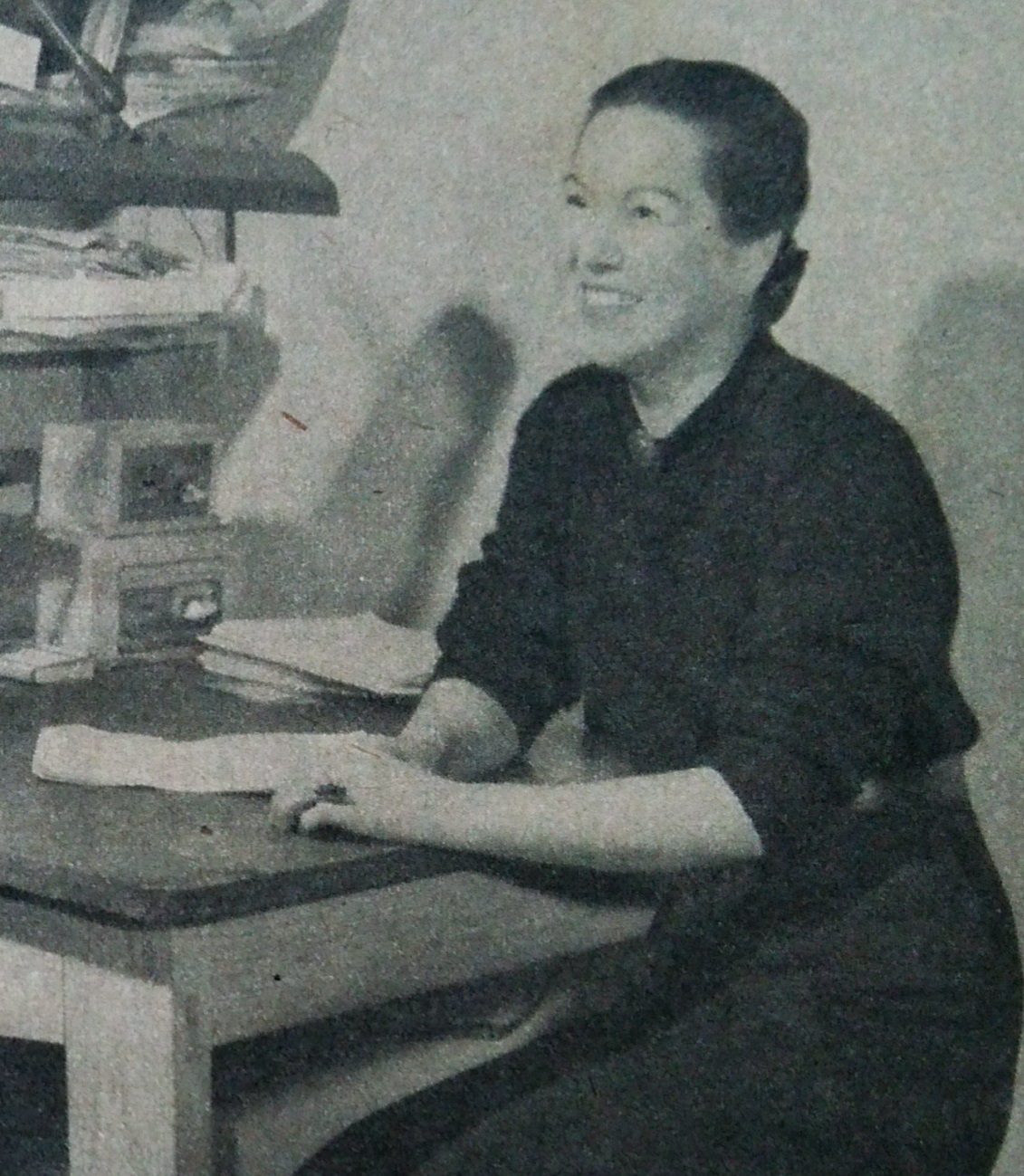
Ishigaki Ayako

Ishigaki Ayako (japanisch 石垣 綾子, * 21. September 1903 in Ushigome-ku, Tokio; † 12. November 1996) war eine japanische feministische Autorin, die ab 1930 als Emigrantin in Kreisen der New Yorker Linken kulturell tätig war.

## Leben
Ishigaki Ayako wurde 1903 als Tochter eines Professors geboren. Nachdem sie in Japan inhaftiert worden war, siedelte sie 1930 in die Vereinigten Staaten über. Sie ließ sich in New York City nieder, wo sich in linken Kreisen betätigte. Ihre Arbeit hatte dabei insbesondere die Situation in ihrem Heimatland im Fokus, was für viele politische Emigranten typisch war. Ishigaki war Mitglied des Japanese Workers’ Club und schrieb für japanischsprachige Zeitungen. Im Rahmen der Mandschurei-Krise 1931 und 1932 sprach sie sich gegen die japanische Besetzung der Mandschurei und für einen Boykott japanischer Güter aus. Daneben war Ishigaki wie auch ihr Mann Ishigaki Eitarō aber auch in amerikanischen politischen Kreisen engagiert. So gehörte sie dem kommunistischen John Reed Club an, der namhafte kulturelle Größen zu seinen Mitgliedern zählte.
Im Rahmen der linken Kulturarbeit im Umfeld des Congress of Industrial Organizations übte Ishigaki Ayako mit anderen Emigranten laut Michael Denning großen Einfluss auf die amerikanische Kultur aus.
1940 veröffentlichte Ishigaki unter dem Pseudonym Haru Matsui im linken Verlag Modern Age Books ihre Autobiographie Restless Wave, die im Kontext eines sich 1939/1940 herausbildenden Arbeiterfeminismus der Popular Front stand. In der Eröffnungsszene schildert Ishigaki ihre erste Erinnerung als Kind, wie sie sich vor den Arbeiterinnen, die neben ihren männlichen Kollegen, das Haus der Familie bauten fürchtete und ihren Vater fragte, ob dies Frauen seien. Diese klassenbasierte Furcht verwandelt sich im Laufe der Erzählung in Hoffnung. Als Wendepunkt beschreibt sie zwei Näh-Szenen – zum einen der Anblick von Näherinnen während eines Schulausflugs in einer Tokioter Textilfabrik, die sie als Schauspiel empfand, zum anderen die Beobachtung ihrer älteren Schwester beim Nähen, als sie über deren arrangierte Ehe stritten. In der Folge schildert Ishigaki ihre politischen Aktivitäten im Japan der 1920er-Jahre: Sie besuchte ein College für Frauen, schrieb für Frauenrechte, besuchte die Slums von Tokio und arbeitete für das Magazin Women and Labor und wurde schließlich verhaftet und verließ Japan in Richtung Vereinigte Staaten. Ihr Jahrzehnt in Amerika beschreibt Ishigaki nur knapp als Erzählung von Isolation und Erkenntnis. Neben ihrem Leben in New York mit dem Bruch mit ihrem Vater und dem Tod ihres Kindes, legt sie Zeugnis von ihren Erfahrungen in der japanisch-amerikanischen Gemeinschaft in Los Angeles und an der Pazifikküste. Dabei berührt Ishigaki vorsichtig auch die Vorurteile und Ausgrenzung, die der zweiten Einwanderergeneration in Little Tokyo begegneten. Mit der Verbindung von Feminismus, radikaler Arbeiterpolitik und dem Antifaschismus einer Emigrantin nimmt Restless Wave einen besonderen Platz in der Literatur der Popular Front ein.
Während des Zweiten Weltkrieges arbeitete das Ehepaar Ishigaki für das United States Office of War Information, in dem sie der letztendlich unterlegenen Fraktion des in der Popular Front verwurzelten Antifaschismus angehörten. Aufgrund ihres Kontaktes zu Agnes Smedley gerieten Ishigaki und ihr Ehemann Anfang der 1950er Jahre als Kommunisten in den Fokus des Federal Bureau of Investigation, die beiden verließen aber noch vor der Eröffnung eines offiziellen Verfahrens die Vereinigten Staaten und ließen sich in Tokio nieder.

## Veröffentlichungen
- Haru Matsui (Pseudonym), Restless Wave: My Life in Two Worlds, a Memoir, Modern Age Books, New York 1940. Digitalisat